# Rebecca Taylor

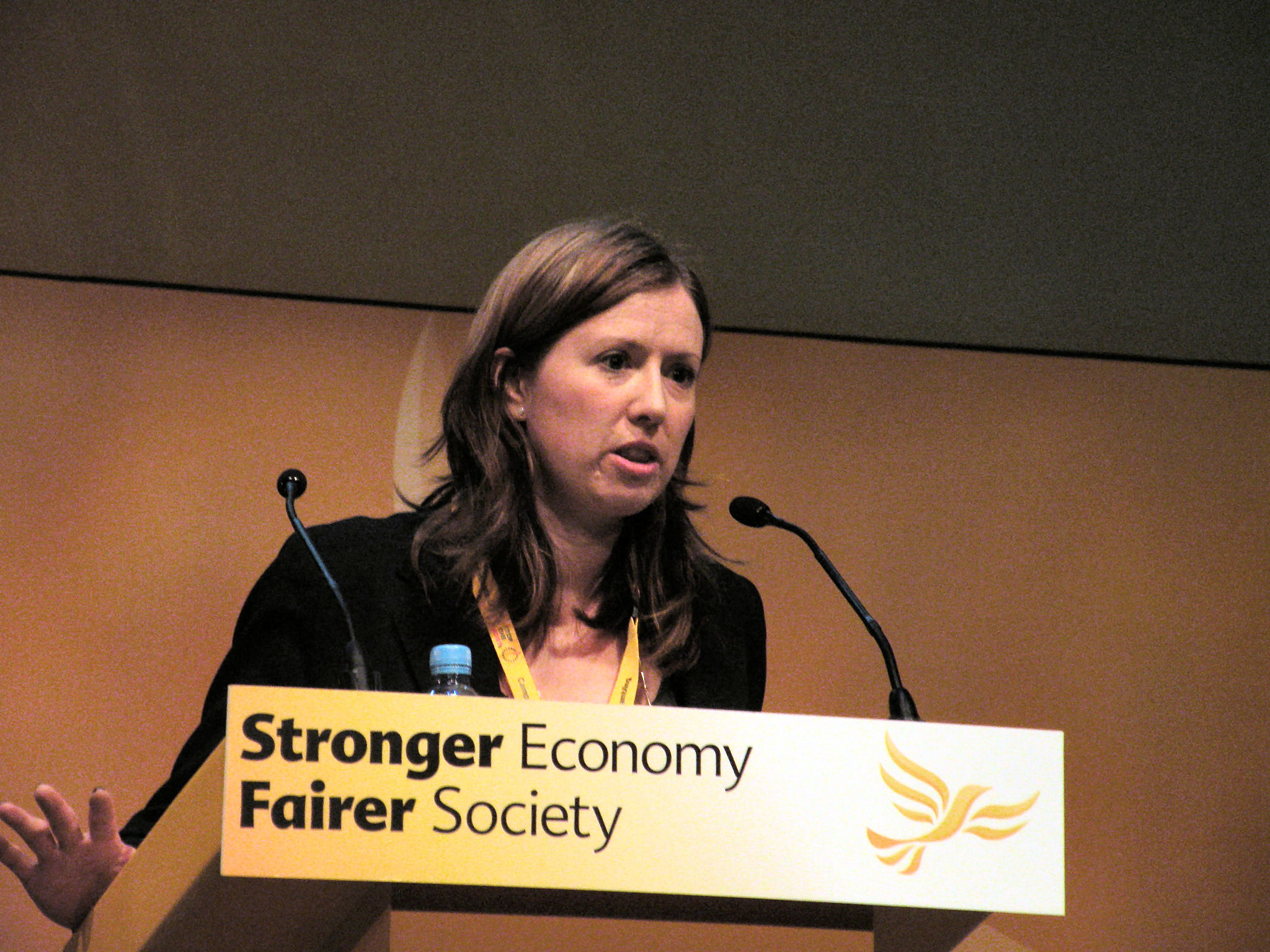
Rebecca Taylor (2013)

Rebecca Taylor (* 10. August 1975 in Todmorden) ist eine britische Politikerin der Liberal Democrats.
Taylor studierte an der University of Sheffield. Im Februar 2012 ist sie für Diana Wallis als Abgeordnete in das Europäische Parlament nachgerückt, wo sie bis 2014 Abgeordnete war. Dort war sie Mitglied im Rechtsausschuss und Stellvertreterin im Ausschuss für Umweltfragen, öffentliche Gesundheit und Lebensmittelsicherheit. 